# Poslanska skupina Levica
Poslanska skupina Levica je ime poslanske skupine stranke Levice. Poslanska skupina je svoje ime dobila julija 2017 po preimenovanju poslanske skupine Združena levica (ZL) oziroma po združitvi strank Iniciativa za demokratični socializem in Stranka za ekosocializem in trajnostni razvoj (TRS) v enotno stranko. 

## Seznam poslancev

### Mandat 2014–2018
- Matjaž Hanžek (izstopil 5. julija 2017)[1]
- Miha Kordiš
- Luka Mesec
- Matej Tašner Vatovec (vodja poslanske skupine)
- Violeta Tomić
- Franc Trček

### Mandat 2018–2022
- Željko Cigler (12. januarja 2022 prestopil v SD)[2]
- Boštjan Koražija
- Miha Kordiš
- Luka Mesec
- Primož Siter
- Nataša Sukič
- Matej Tašner Vatovec (vodja poslanske skupine)
- Violeta Tomić (januarja 2022 izstopila iz stranke, a je ostala v poslanski skupini)[3]
- Franc Trček (prestopil v SD)[4]

### Mandat od 2022
- Tatjana Greif
- Milan Jakopovič (nadomestni poslanec Luke Mesca)
- Miha Kordiš (izstopil aprila 2025, nekaj tednov po izločitvi iz stranke)[5]
- Luka Mesec (1. junija 2022 postane minister)
- Nataša Sukič
- Matej Tašner Vatovec (vodja poslanske skupine)